# 东太平山
40°50′15.18″N 114°54′30.77″E / 40.8375500°N 114.9085472°E

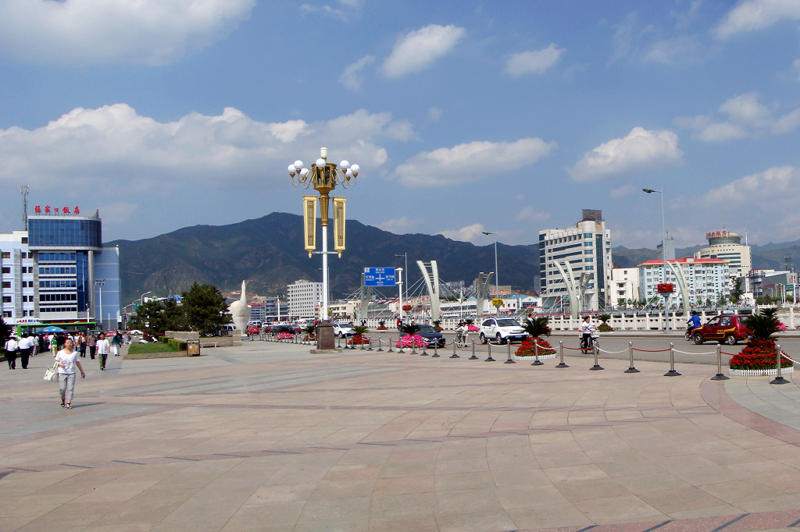
由张家口市文化广场远眺东太平山主峰。

东太平山，山名。在中国河北省张家口市主城区北部，行政区划归张家口市桥东区，东西走向。平均海拔1000米左右，主峰最高点海拔1234米。在山上可俯瞰张家口市主城区全景，是张家口市内的主要景区之一。山上有明朝时修建的长城穿过。